# Meadville (Misuri)
Meadville es una ciudad ubicada en el condado de Linn en el estado estadounidense de Misuri. En el Censo de 2010 tenía una población de 462 habitantes y una densidad poblacional de 329,72 personas por km².

## Geografía
Meadville se encuentra ubicada en las coordenadas 39°47′14″N 93°17′53″O / 39.78722, -93.29806. Según la Oficina del Censo de los Estados Unidos, Meadville tiene una superficie total de 1.4 km², de la cual 1.4 km² corresponden a tierra firme y (0.18%) 0 km² es agua.

## Demografía
Según el censo de 2010, había 462 personas residiendo en Meadville. La densidad de población era de 329,72 hab./km². De los 462 habitantes, Meadville estaba compuesto por el 99.13% blancos, el 0.22% eran afroamericanos, el 0% eran amerindios, el 0% eran asiáticos, el 0% eran isleños del Pacífico, el 0.43% eran de otras razas y el 0.22% pertenecían a dos o más razas. Del total de la población el 1.3% eran hispanos o latinos de cualquier raza.